# بالسترینو
بالسترینو (به ایتالیایی: Balestrino) یک منطقهٔ مسکونی در ایتالیا است که در استان ساونا واقع شده‌است.

## خصوصیات
بالسترینو ۱۱٫۳ کیلومترمربع مساحت و ۶۰۷ نفر جمعیت دارد.

## نگارخانه

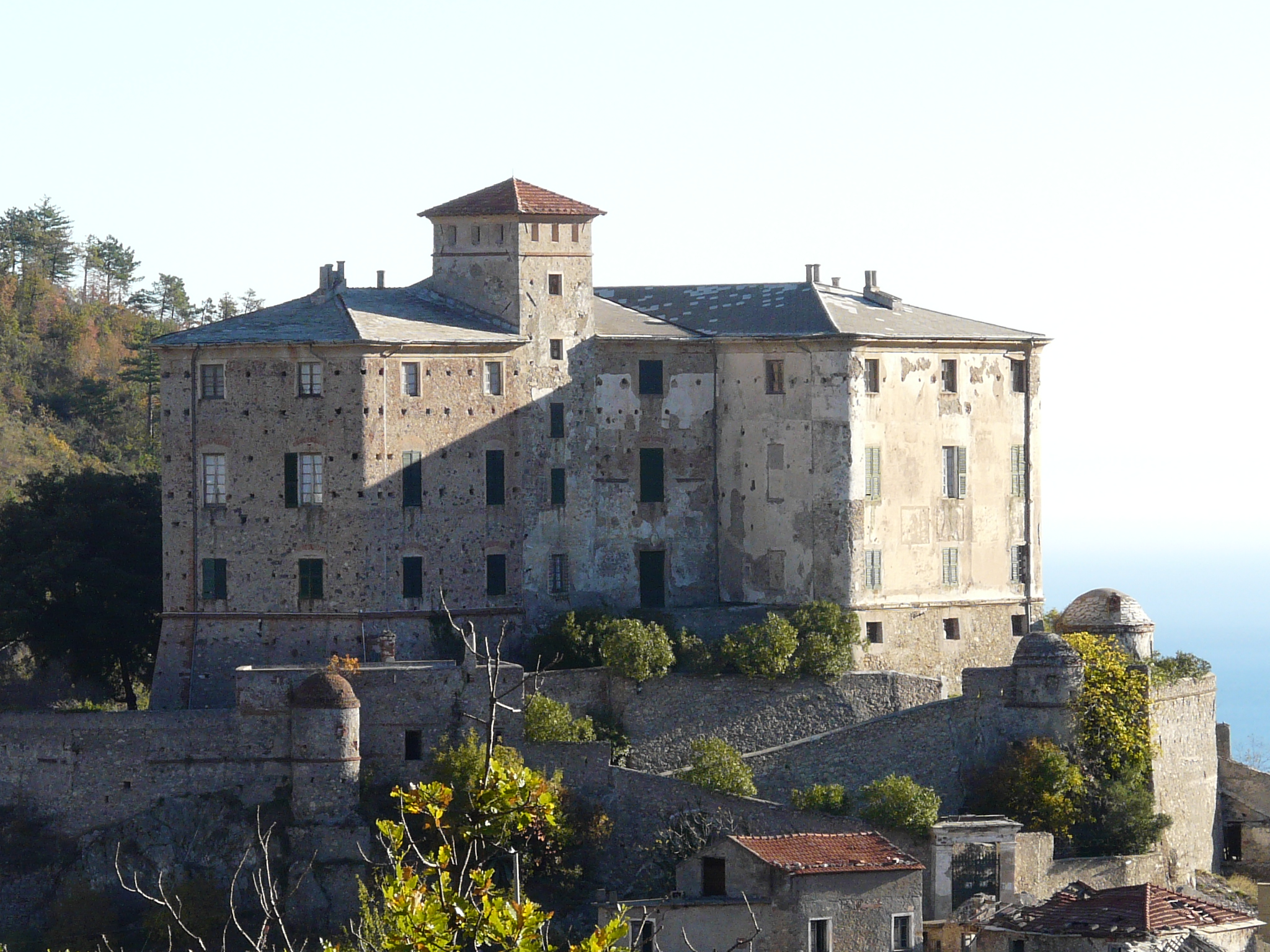
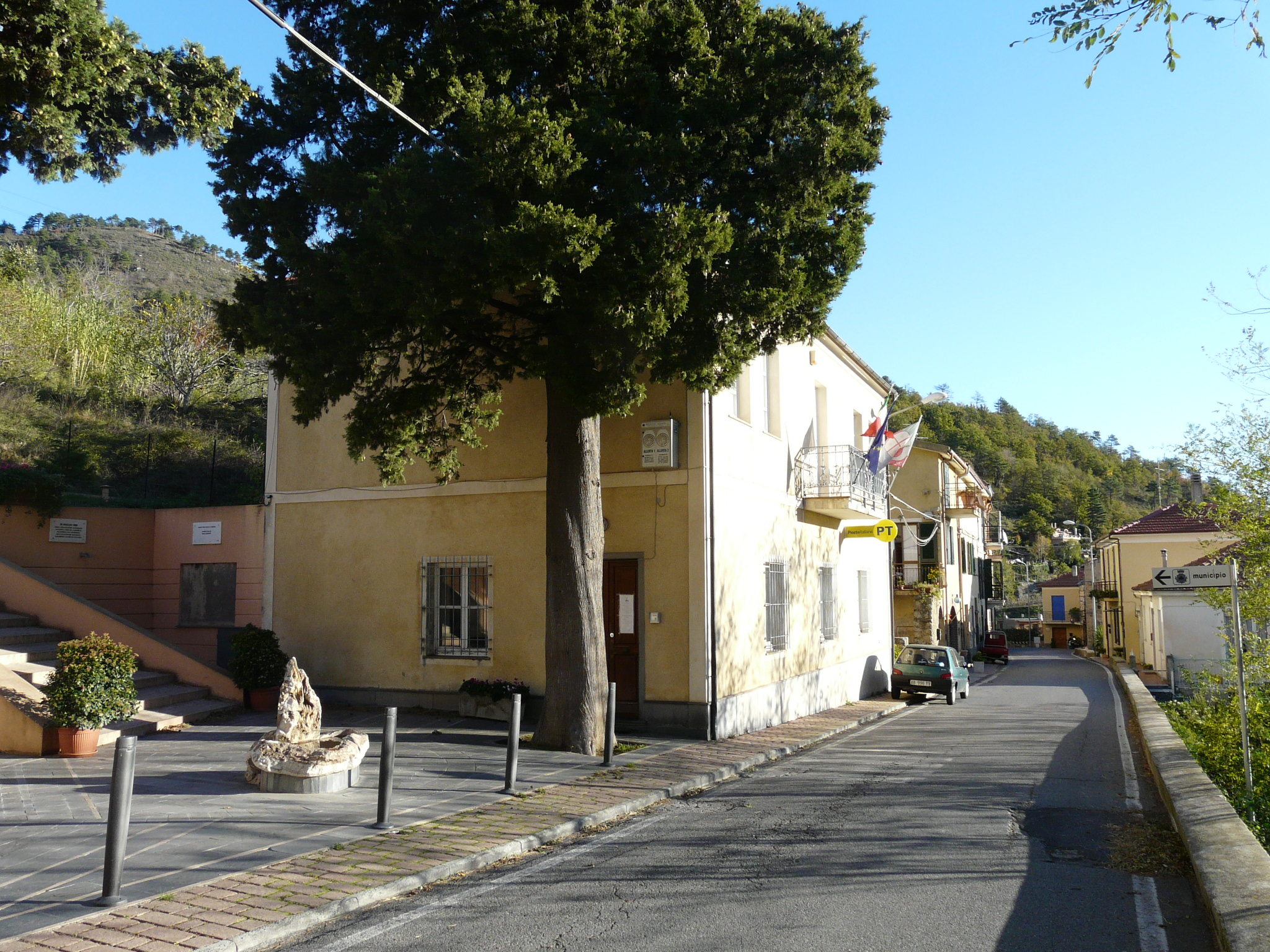
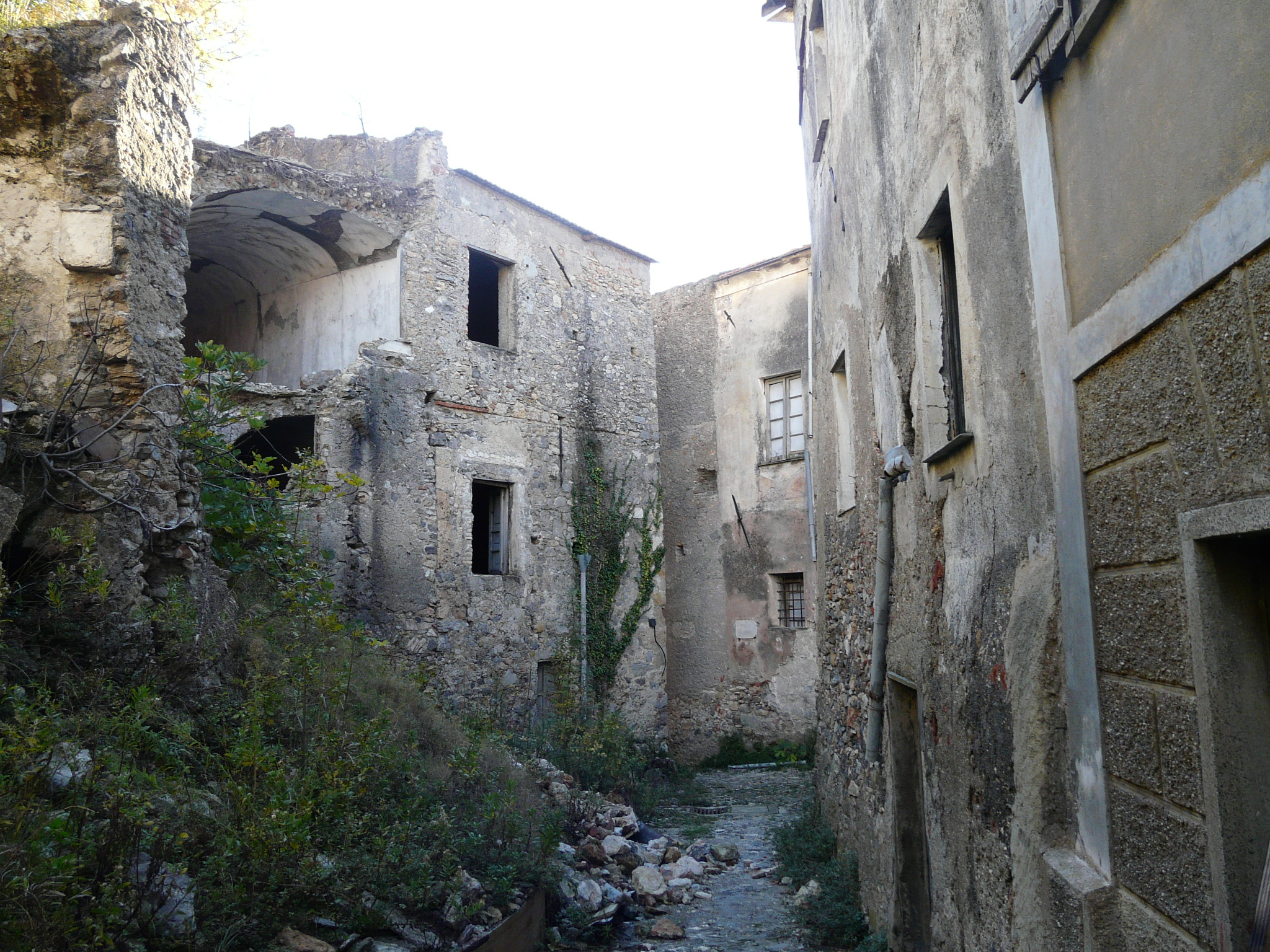